# Lile
Lile — рід оселедцеподібних риб родини Оселедцеві (Clupeidae). Він є ендемічним для Америки. Нині визнані чотири види в роді.

## Види
- Lile gracilis Castro-Aguirre & Vivero, 1990
- Lile nigrofasciata Castro-Aguirre, Ruiz-Campos & Balart, 2002
- Lile piquitinga (Schreiner & Miranda-Ribeiro, 1903)
- Lile stolifera (Jordan & Gilbert, 1882)